# José Martins da Silva
Pour les articles homonymes, voir José Silva (homonymie), Martins et Silva.
José Martins da Silva, né le 14 juin 1936 à Tiros (Minas Gerais, Brésil) et mort le 29 janvier 2015  à São Gotardo (Minas Gerais, Brésil), est un prélat catholique brésilien, prélat de Vila Rondônia de 1978 à 1982, puis archevêque de Porto Velho de 1982 à 1997 et, enfin, administrateur du diocèse de Luz de 2002 à 2003.

## Biographie

### Formation
Fils de John Martins da Silva et de Raimunda Maria de Jésus, José est l'aîné d'une famille de 12 enfants. Le 26 janvier 1948, il rejoint le séminaire apostolique de Manhumirim, où il suit des études classiques (primaire et secondaire) puis trois années de philosophie et, enfin, quatre années de théologie au grand séminaire Saint-Joseph de Mariana. Parallèlement, il obtient un diplôme en littérature à la Faculté de Sainte-Marceline de Muriaé.

### Prêtrise
Le 29 juin 1963, il est ordonné prêtre pour la Congrégation des Missionnaires sacramentaires de Notre-Dame, par Mgr Belchior Joaquim da Silva Neto. 
Il exerce d'abord son ministère sacerdotal comme curé dans les paroisses de Manhumirim, Presidente Soares, Espera Feliz et Manhuaçu. Il travaille également comme formateur pour le Grand Séminaire Julio-Maria, à Belo Horizonte, de 1966 à 1969 puis comme aumônier militaire du 11e Bataillon PMMG à Manhuaçu de 1973 à 1978. 
Parallèlement, il exerce la charge d'avocat général de sa congrégation. 

### Épiscopat
Le 3 janvier 1978, il est nommé prélat de Vila Rondônia (futur diocèse de Ji-Paraná) par le pape Paul VI. Il est consacré le 4 février suivant par Mgr Belchior Joaquim da Silva Neto, assisté de Mgrs Antônio Afonso de Miranda et José Eugênio Corrêa. Il choisit alors la devise « Virtute Dei » (« Par la puissance de Dieu ! »), issue de l'Épître aux Romains.
Le 13 octobre 1982, il est fait archevêque de Porto Velho par le pape Jean-Paul II. 
Représentant de la Conférence nationale des évêques du Brésil, il est élu membre du Conseil épiscopal latino-américain, siège qu'il occupe de 1983 à 1991.  
Le 3 septembre 1997, il démissionne de ses fonctions en raison de problèmes de santé et devient ainsi archevêque émérite de Porto Velho.
Cependant, il continue de servir comme curé à Santa Rosa da Serra et comme vicaire à Altos. Le 5 février 2002, il est élu administrateur diocésain du diocèse de Luz, fonction qu'il exerce jusqu'au 18 mai 2003, date de la nomination comme évêque de Don Antonio Carlos Felix.
Il meurt dans la matinée du 29 janvier 2015 et est enterré la nuit même, au cimetière local de Shots.